# الدوري الإسباني الدرجة الثانية 1977–78
دوري الدرجة الثانية الإسباني 1977–78 (بالإسبانية: Segunda División de España 1977-78)‏ هو الموسم 47 من دوري الدرجة الثانية الإسباني. أشرف على تنظيمه الاتحاد الملكي الإسباني لكرة القدم، وكان عدد الأندية المشاركة فيه 20، وفاز فيه ريال سرقسطة.